# Les Cruels
Pour plus de détails, voir Fiche technique et Distribution.
Les Cruels (titre original : I crudeli) est un western spaghetti hispano-italien réalisé par Sergio Corbucci, sorti en 1967.

## Synopsis
La guerre de Sécession a vu la victoire des Nordistes, mais le colonel confédéré Jonas ne peut se résoudre à cette fin. Son plan est de former de nouveau l'armée sudiste en volant une importante somme d'argent à un convoi gouvernemental. Une fois l'embuscade réussie, en compagnie de ses fils et de sa maîtresse Kitty, Jonas et sa bande tentent de traverser le pays en dissimulant le butin dans un cercueil. Kitty tente de s'emparer de la voiture, ce qui lui coûte la vie. Une aventurière, Claire, est donc recrutée pour tenir son rôle. 
La route sera alors semée d'embûches.

## Fiche technique
- Titre français : Les Cruels
- Titre original italien : I crudeli
- Titre espagnol : Los despiadados[1]
- Réalisation : Sergio Corbucci, assisté de Ruggero Deodato
- Scénario : José Gutiérrez Maesso (it), Ugo Liberatore, d'après une histoire de Virgil C. Gerlach, Albert Band et Ugo Liberatore
  - Dialogues additionnels : Louis Garfinkle
- Musique : Ennio Morricone (crédité Leo Nichols)
- Photographie : Enzo Barboni
- Montage : Nino Baragli et Alberto Gallitti
- Direction artistique : Jaime Pérez Cubero
- Production : Albert Band
- Sociétés de production : Alba Cinematografica et Tecisa avec l'aide de Productores Exhibidores Films Sociedad Anónima
- Distribution : Cineriz
- Genre : western spaghetti
- Durée : 90 minutes
- Langue originale : italien
- Pays d'origine :  Italie, coproduction  Espagne
- Format : Couleur (Eastmancolor) 1.85:1 - Son Monophonique
- Dates de sortie[2] :
  - Italie : 2 février 1967
  - Espagne : 6 novembre 1967
  - France : 1970 (Sud-Est, Nord, Alsace[3]) ; 22 juillet 2008 (en vidéo)

## Distribution
- Joseph Cotten : le colonel Jonas
- Norma Bengell : Claire, alias Mme Ambrose Allen
- Julián Mateos (en) : Ben
- Gino Pernice : Jeff
- Ángel Aranda : Nat
- María Martín : Kitty
- Claudio Gora : le révérend
- Al Mulock : le mendiant
- Aldo Sambrell : Pedro
- José Canalejas : un bandit mexicain
- Álvaro de Luna : Bixby
- Claudio Scarchilli : le chef indien
- Benito Stefanelli : Slim, le joueur de poker
- José Nieto : le shérif
- Gene Collins (non crédité) : le soldat de l'Union qui compte l'argent
- William Conroy (non crédité) : un soldat de l'Union

## Production

### Tournage
Le film a été tourné en Espagne (Madrid, Almería, Torrelaguna) ainsi qu'en Italie (les studios Cinecittà et Elios à Rome).

### Musique
La bande originale est composée par Ennio Morricone. En 2012, Quentin Tarantino en reprend plusieurs titres pour son film Django Unchained.
Liste des titres
1. I crudeli
2. Prima dell'assalto
3. Un monumento
4. Minaccoisamente lontano
5. La congiura
6. Dopo la congiura
7. I crudeli 2
8. Atessa del nulla
9. Monumento 2
10. Seconda congiura
11. I crudeli (the widows of the coulee)
12. La congiura 2
13. Un monumento 2
14. I crudeli 3
15. La congiura 3
16. I crudeli 4
17. Un monumento 3